# Corydalis paczoskii
Corydalis paczoskii är en vallmoväxtart som beskrevs av Nikolaj Adolfovitj Busj. Corydalis paczoskii ingår i släktet nunneörter, och familjen vallmoväxter. Inga underarter finns listade i Catalogue of Life.